# Трамп-тауер
Трамп-тауер (англ. Trump Tower) (також відомий як «вежа Трампа») — 58-поверховий хмарочос в Нью-Йорку (висота 202 м). Розташований на перехресті П'ятої авеню та 56-ї вулиці. Використовується в змішаному форматі (офіси, готель, апартаменти). Хмарочос спроектував Дональд Трамп і Equitable Life Assurance Company. Будівництво споруди було закінчено 30 листопада 1983 року.